# حاوي الأقوال في معرفة الرجال
حاوي الأقوال في معرفة الرجال هو كتاب في علم الرجال من تأليف الفقيه الشيعي عبد النبي الجزائري.

## المؤلف
الشيخ عبد النبي بن سعد الجزائري هو رجل دين وفقيه ومتكلّم شيعي من أهل الجزائر المعروفة اليوم بالچبايش وهي إحدى توابع مدينة الناصرية في العراق.
توفي سنة 1150هـ.

## منهجه في الكتاب
قسّم الرجال فيه إلى أربعة أقسام؛ الصحاح، والموثقين، والحسان، والضعاف، وترك المجاهيل.

## وصلات خارجية
تحميل الكتاب